# Monnina macrosepala
Monnina macrosepala là một loài thực vật có hoa trong họ Polygalaceae. Loài này được Chodat mô tả khoa học đầu tiên năm 1934.